# LOAEL
El LOAEL (Lowest observed adverse effect level) es un índice de toxicidad que se determina en el proceso de evaluación toxicológica.
Se determina el LOAEL junto con el NOAEL (este último es el que más se utiliza) en sustancias que carecen de propiedades carcinogénicas y, por lo tanto, tienen un umbral. La evaluación de la relación dosis-respuesta consiste en describir las respuestas observadas, con objeto de establecer, a través de estudios experimentales, un nivel o concentración mínimo de una sustancia en el cual se empiezan a observar efectos tóxicos.
Los LOAEL que se identifican de esta manera conllevan cierta incertidumbre; por ello, las instituciones que establecen las normas y las instituciones de salud pública, protegen a las poblaciones de exposición a sustancias que muestran efectos de umbral, dividiendo a los LOAEL obtenidos experimentalmente entre lo que se conoce como «factores de incertidumbre» y «factor de modificación».

## Definiciones

### Nivel de mínimo efecto tóxico observable (LOAEL)
La menor concentración o cantidad de una sustancia, hallada experimentalmente o por observación, que provoca una alteración adversa de la morfología, la capacidad funcional, el crecimiento, el desarrollo, o duración de la vida útil de los organismos diana, distinguibles de los observados en organismos normales (control) de la misma especie y cepa, bajo condiciones definidas e idénticas a las de exposición.
Se expresa en mg/kg/día.
Las agencias federales establecen normas de aprobación por debajo de este nivel.

### Nivel de efecto mínimo observable (LOEL)
La menor concentración o cantidad de una sustancia, hallada experimentalmente o por observación, que causa alteraciones en la morfología, capacidad funcional, crecimiento, desarrollo o duración de la vida útil de los organismos diana, distinguibles de los observados en organismos normales (control) de la misma especie y cepa, bajo condiciones definidas e idénticas a las de exposición.

### Mínima concentración observada de efectos adversos (LOAEC)
La menor concentración testada a la que existen incrementos estadísticamente significativos de la frecuencia o severidad de efectos adversos entre la población expuesta y un grupo de control apropiado.

## Metodología
Tanto NOAEL como LOAEL se calculan de forma experimental en ensayos realizados con animales, se miden las respuestas tras ensayar varias dosis y se ajustan los datos obtenidos a una curva dosis-respuesta. Al realizarse por medio de experimentos en animales, los resultados dependen del diseño del estudio y de la selección del número y concentración de las dosis administradas. De aquí se deriva la importancia de que la evidencia toxicológica se base en experimentos adecuados y científicamente rigurosos
El LOAEL es la mínima dosis que produce efecto tóxico en la especie animal estudiada. Para establecer un NOAEL o LOAEL se necesitan múltiples dosis, una población amplia e información complementaria para garantizar que la ausencia de respuesta no es un mero fenómeno estadístico.
Para determinar el LOAEL o el NOAEL, se deben revisar diversos estudios y el estudio más relevante va a ser utilizado para establecer estos niveles de referencia.
Si existen varios estudios que presentan NOAEL diferentes para un mismo efecto causado por una misma sustancia tóxica, se selecciona normalmente el valor de NOAEL más bajo. Cuando no se puede establecer un NOAEL, entonces se utiliza el LOAEL más bajo.
Un método para determinar el efecto crítico y el estudio más relevante consiste en seleccionar el sexo del individuo más sensible, de la especie de laboratorio más sensible, para el órgano más sensible, así aseguramos que toda la población esté adecuadamente protegida aun cuando los niveles de exposición alcancen el umbral. En otras palabras, el estudio crítico es aquel que con la menor dosis muestre efectos adversos y el efecto crítico es aquel que muestre el LOAEL más bajo. De esta manera, los expertos y asesores deben buscar entre los diferentes estudios y efectos reportados para determinar un umbral seguro. Al hacer esto, se tiene la certeza de que se está estableciendo el mayor nivel de seguridad posible con base en la información científica disponible.

## Aplicaciones
Las evaluaciones actuales de dosis- respuesta para compuestos no carcinogénicos se han enfocado en fijar umbrales para establecer grados seguros de exposición para una población (caracterización del riesgo). Tienden a buscar puntos finales de toxicidad, como el daño al hígado, los riñones, o los sistemas respiratorio, nervioso, reproductivo o inmune.
Estos umbrales son utilizados para establecer diferentes estándares de seguridad como por ejemplo: la dosis de referencia (RfD) y la concentración de referencia (RfC) en Estados Unidos; ingestión diaria aceptable (IDA) en la OMS; ingestiones tolerables (TIs) en el Programa Internacional de Seguridad Química.
Con frecuencia, este grado de seguridad que resulta de los estudios dosis-respuesta se ajusta con factores de seguridad para tener en cuenta la incertidumbre en la evidencia toxicológica o epidemiológica.
En el ámbito de las sustancias no carcinógenas se introdujeron factores de incertidumbre para compensar las incertidumbres que presentaban los datos toxicológicos (NOAEL y LOAEL) y su aplicabilidad a poblaciones humanas grandes y heterogéneas.
Los factores de incertidumbre tienen en cuenta la incertidumbre para establecer los umbrales de protección, y con ellos es posible extrapolar a grados aceptables de exposición. Sin embargo, con frecuencia los factores sólo representan una
aproximación a la verdadera vulnerabilidad de la población.
Hay diferentes factores de incertidumbre y cada uno corresponde a un múltiplo de 10, como se presenta en el cuadro 1.
CUADRO 1: Factores de incertidumbre utilizados por la USEPA para calcular la dosis de referencia
| Extrapolación                                       | Factor de incertidumbre típico | Razonamiento | Evidencia empírica |
| --------------------------------------------------- | ------------------------------ | --- | --- |
| Animal a humano (UFH)                               | 10                             | La sensibilidad de los animales difiere de la sensibilidad de los humanos. El grado de la diferencia depende de la especie animal.                                 | Con base en diferencias metabólicas, los humanos son 6 veces más sensibles que las ratas, 4 veces más que los cobayos y 12 veces más que los ratones. |
| Promedio de la población a población sensible (UFs) | 10                             | Toma en cuenta la variabilidad de la población humana y representa a la fracción más sensible                                                                      | En la mayor parte de los casos, el rango entre la población más y menos sensible es menor a diez.                                                     |
| LOAEL a NOAEL (UFL)                                 | 10                             | En algunos estudios no se puede encontrar un NOAEL a las dosis administradas                                                                                       | La relación de LOAEL a NOAEL es usualmente menor a diez y, en general, menor a cinco.                                                                 |
| Subcrónico a crónico (UFc)                          | 10                             | Los umbrales se establecen típicamente para exposición a lo largo de una vida. Sin embargo, muchos estudios evalúan los efectos con un tiempo de exposición menor. | Evidencia de estudios con ratas y perros indican que la relación de NOAEL crónica/subcrónica es menor a diez                                          |
| Calidad de los datos (MF)                           | 1-10                           | Para ciertos compuestos tóxicos y ciertos efectos, la evidencia puede ser insuficiente o conflictiva                                                               | Con base en el juicio subjetivo de la evidencia disponible                                                                                            |

Fuente: Dourson y Stara, 1983.
De tal manera, la dosis de referencia se calcula:
{\displaystyle \mathrm {RfD\ o\ RfC={\frac {NOAEL\ o\ LOAEL}{UF_{H}\times UF_{S}\times \times UF_{L}\times UF_{C}\times MF}}} }
Una discusión que se da con frecuencia en torno a los factores de incertidumbre y el umbral o grado de seguridad para los efectos no-cáncer es si al establecerlos se han tomado realmente en cuenta la variabilidad y la vulnerabilidad de todos los integrantes de una población expuesta a un contaminante ambiental. Por ejemplo, no es lo mismo la vulnerabilidad a una sustancia tóxica de un adulto en buen estado de salud que la de un niño o un bebé, un adulto mayor o una persona con un problema de salud previo. La vulnerabilidad puede también diferir de manera importante entre hombres y mujeres, y más aún si las mujeres se encuentran en edad reproductiva o embarazadas.
Estos umbrales se suelen utilizar para determinar la toxicidad de una sustancia química después de una exposición subcrónica. Esta última puede tener diferente duración, pero 90 días es la duración más frecuente de la prueba. Los objetivos principales del estudio subcrónico son establecer una «nivel sin efecto adverso observable» (NOAEL, también denominada la «magnitud de efecto no observado», o NOEL). También es posible obtener una «Nivel de mínimo efecto tóxico observable» (LOAEL).

## Ejemplo: resultados de un estudio de 90 días en ratas (ejemplo de cálculo de LOAEL)
Un caso que se puede plantear se muestra con los datos del cuadro 2. En este, todas las dosis empleadas en el estudio originan efectos adversos que presentan diferencias estadísticamente significativas respecto al grupo control. En consecuencia en este supuesto no se puede establecer un NOAEL, y el LOAEL sería 1 mg/kg/día (la dosis más baja que produce efectos adversos observables).
CUADRO 2: Resultados de un estudio de 90 días en ratas (ejemplo de cálculo de LOAEL):
| Grupo     | Dosis (mg/kg/día) durante el período de estudio | Resultados                                                                            |
| --------- | ----------------------------------------------- | ------------------------------------------------------------------------------------- |
| Control   | 0                                               | No se observan efectos adversos                                                       |
| Tratado 1 | 1                                               | Se observan efectos adversos con diferencias significativas respecto al grupo control |
| Tratado 2 | 5                                               | Se observan efectos adversos con diferencias significativas respecto al grupo control |
| Tratado 3 | 25                                              | Se observan efectos adversos con diferencias significativas respecto al grupo control |